# Wasilij Uwaczan
Wasilij Nikołajewicz Uwaczan (ros. Василий Николаевич Увачан, ur. 25 grudnia 1917 w stojbiszczu Kriesty w obwodzie zabajkalskim, zm. 7 sierpnia 1988 w Moskwie) – Ewenk, radziecki historyk i działacz partyjny.

## Życiorys
Początkowo był aktywistą Komsomołu, 1934-1935 kierował wydziałem Komitetu Rejonowego Komsomołu w Kraju Wschodniosyberyjskim, 1935-1937 studiował w Leningradzkim Instytucie Narodów Północy, 1940 został członkiem WKP(b), w latach 1940-1942 i ponownie 1946-1948 był słuchaczem Wyższej Szkoły Partyjnej przy KC WKP(b), 1941-1942 lektorem komitetów WKP(b) - Krasnojarskiego Krajowego i Ewenkijskiego Okręgowego Komitetu WKP(b), 1942-1943 sekretarzem Ewenkijskiego Komitetu Okręgowego WKP(b) ds. propagandy i agitacji, a 1948-1951 I sekretarzem Ewenkijskiego Komitetu Okręgowego WKP(b). W latach 1951–1954 był aspirantem Akademii Nauk Społecznych przy KC WKP(b)/KPZR, a 1954-1956 wykładowcą Nowosybirskiej Wyższej Szkoły Partyjnej, 1954 został kandydatem nauk historycznych, 1956-1961 był docentem Syberyjskiego Instytutu Technologicznego. Od 17 marca 1961 do 1976 był I sekretarzem Ewenkijskiego Komitetu Okręgowego KPZR, od 8 kwietnia 1966 do 23 lutego 1981 członkiem Centralnej Komisji Rewizyjnej KPZR, od 1976 doradcą przy Radzie Ministrów RFSRR, 1970 otrzymał tytuł doktora, a 1974 profesora. Był deputowanym do Rady Najwyższej ZSRR 3, 6, 7 i 8 kadencji. Pochowany na Cmentarzu Kuncewskim w Moskwie.

## Odznaczenia
- Order Lenina (1950)
- Order Rewolucji Październikowej
- Order Czerwonego Sztandaru Pracy (dwukrotnie - 1965 i 1971)
- Złoty Medal Wystawy Osiągnięć Gospodarki Narodowej ZSRR
- Zasłużony Działacz Nauk RFSRR

i medale.